# Fúlvio Miyata
Fúlvio Miyata (ur. 4 maja 1977) – brazylijski judoka.
Brązowy medalista mistrzostw świata w 1997; uczestnik zawodów w 2003, a także drugi w drużynie w 1998. Startował w Pucharze Świata w 1996, 1998 i 2004. Triumfator igrzysk Ameryki Południowej w 1998. Zdobył trzy medale mistrzostw panamerykańskich w latach 1996 - 1998. Trzeci na igrzyskach wojskowych w 1999. Trzykrotny medalista wojskowych MŚ. Wygrał mistrzostwa Ameryki Południowej w 1997 roku